# ماوريسيو ألبيزار
ماوريسيو ألبيزار (بالإسبانية: Mauricio Alpízar)‏ هو مدرب كرة قدم ولاعب كرة قدم كوستاريكي في مركز الوسط، ولد في 30 يناير 1979 في ألاخويلا في كوستاريكا. شارك مع منتخب كوستاريكا لكرة القدم. أما مع النوادي، فقد لعب مع A.D. Municipal Liberia ‏.

## وصلات خارجية
- ماوريسيو ألبيزار على موقع الاتحاد الدولي (مؤرشف)  (الإنجليزية)
- ماوريسيو ألبيزار على موقع قاعدة بيانات كرة القدم.إي يو (الإنجليزية)
- ماوريسيو ألبيزار على موقع ناشيونال فوتبول تيمز (الإنجليزية)